# Арли, Жан
Жан Люсьен Эмиль Арли (фр. Jean Lucien Emile Herly; 15 сентября 1920, Гросбльедерстрофф, Мозель, Франция — 17 ноября 1998, Бонн, ФРГ) — франко-монегасский государственный деятель и дипломат, государственный министр (глава правительства) Монако (1981—1985).

## Биография
Окончил юридический факультет Парижского университета.,
- 1959—1962 гг. — генеральный консул Франции Дюссельдорфе (ФРГ),
- 1962—1964 гг. — генеральный консул в Оране (Алжир),
- 1966—1969 гг. — посол Франции в Центрально-Африканской Республике,
- 1973—1977 гг. — посол Франции в Израиле,
- 1978—1980 гг. — посол Франции в Марокко,
- 1980 г. — директор департамента Африки МИД Франции,
- 1981—1985 гг. — государственный министр Княжества Монако.